# Абу Сайяф
Абу Сайяф (i[ˈɑːbuː sɑːˈjɑːf]; араб. جماعة أبو سياف; Jamāʿat Abū Sayyāf, ASG), офіційно відома також як Ісламська держава — провінція Східної Азії,) — джихадистська бойова група, яка дотримується ваххабітської доктрини сунітського ісламу. Угруповання базується на островах Джоло та Базілан у південно-західній частині Філіппін і навколо них, де протягом понад чотирьох десятиліть групи Моро брали участь у повстанських діях, які прагнуть зробити провінцію Моро незалежною. Групу вважають жорстокою і вона несе відповідальність за найгіршу терористичну атаку на Філіппінах, підрив порому MV SuperFerry 14 у 2004 році, в результаті якого загинуло 116 людей. Назва групи походить від арабського «абу» (араб. أبو); «батько») і «сайяф» (араб. سيّاف; «коваль мечів»). Станом на червень 2021 року в групі, за оцінками, було менше 50 учасників, порівняно з 1250 у 2000 році. Використовують переважно саморобні вибухові пристрої, міномети та автомати.
З моменту свого створення в 1989 році Абу Сайяф здійснювала підриви, викрадення людей, вбивства та вимагання. Вони були залучені до злочинної діяльності, включаючи зґвалтування, сексуальне насильство над дітьми, примусові шлюби, стрілянину з автомобіля та торгівлю наркотиками. Цілі угруповання «схоже, з часом змінювалися між злочинними цілями та більш ідеологічними намірами».
Угруповання було визнано терористичною організацією Австралією, Канадою, Індонезією, Японією, Малайзією, Філіппінами, Об'єднаними Арабськими Еміратами, Великою Британією та США. З 15 січня 2002 року по 24 лютого 2015 року бойові дії проти Абу Сайяфа стали місією американської армії операція «Нескорена свобода» — Філіппіни і частиною глобальної війни з тероризмом. Кілька сотень солдатів американських ЗС були розміщені в цьому районі, головним чином для навчання місцевих сил антитерористичним і антипартизанським операціям, згідно з угодою про статус збройних сил і згідно з філіппінським законодавством, їм не дозволялося брати участь у прямих бойових діях.
Групу заснував Абдураджак Абубакар Джанджалані, а після його смерті в 1998 році очолив його молодший брат Кадаффі Джанджалані до його смерті в 2006 році. 23 липня 2014 року Існілон Гапілон, один із лідерів групи, присягнув на вірність Абу Бакру аль-Багдаді, лідеру Ісламської держави. У вересні 2014 року група почала викрадати людей з метою отримання викупу від імені Ісламської держави.